# Kopyschtsche (Korosten)
Kopyschtsche (ukrainisch Копище; russisch Копище Kopischtsche) ist ein Dorf im Nordwesten der ukrainischen Oblast Schytomyr an der belarussischen Grenze mit etwa 980 Einwohnern (2001).
Im Dorf, das zahlreiche Verbindungen in das benachbarte belarussische Dorf Hluschkawitschy (belarussisch Глушкавічы) unterhält, gibt es zwei Geschäfte, einen Kindergarten, eine Schule, ein Postamt, ein Museum, ein Kulturhaus und einen Park.

## Geografie
Die Ortschaft liegt auf einer Höhe von 156 m am Ufer des Ubort, einem 292 km langen, rechten Nebenfluss des Prypjat, 50 km nördlich vom Gemeindezentrum Olewsk und 195 km nördlich vom Oblastzentrum Schytomyr. Nördlich und westlich vom Dorf verläuft die belarussische Respublikanskija automabilnyja dorohi (Republiksautostraße) 36.
Am 11. August 2016 wurde das Dorf ein Teil der neugegründeten Stadtgemeinde Olewsk, bis dahin bildete es zusammen mit dem Dorf Majdan-Kopyschtschenskyj (Майдан-Копищенський) die gleichnamige Landratsgemeinde Kopyschtsche (Копищенська сільська рада/Kopyschtschenska silska rada) im Norden des Rajons Olewsk.
Am 17. Juli 2020 kam es im Zuge einer großen Rajonsreform zum Anschluss des Rajonsgebietes an den Rajon Korosten.

## Geschichte
Das im historischen Gebiet Polesien gelegene Dorf wurde 1598 (nach anderen Quellen 1459) erstmals, als Dorf in der Woiwodschaft Kiew der Provinz Kleinpolen des Königreiches Polen-Litauen, schriftlich erwähnt.
Am 13. Juli 1941 wurde das Dorf zu Beginn des Deutsch-Sowjetischen Krieges von der Wehrmacht besetzt und am 31. Dezember 1943 von der Roten Armee befreit.

### Kopyschtsche-Tragödie
Im Sommer 1943 kam es in Polesien zu größeren Guerillakämpfen, weshalb die deutschen Besatzer als Reaktion darauf im Juli 1943 Strafaktionen durchführten (Operation „Frau Helga“) und Dörfer in abgelegenen Gebieten, in denen Partisanenstützpunkte vermutet wurden, besetzten, weshalb die Bewohner, aus Angst vor Repressalien, in die umliegenden Wälder und Sümpfe flüchteten. So fanden die etwa 1000 dafür eingesetzten Männer unter dem Kommando von Hauptsturmführer Gunfher (Гюнфхер), Kopyschtsche am 10. Juli 1943 menschenleer vor, weshalb ein Unterhändler mit dem Versprechen zu den Bewohnern gesandt wurde, dass keine Zivilisten gemaßregelt würden. Wenn sie, zur Überprüfung ihrer Dokumente, umgehend in ihre Häuser zurückkehren würden, erhielten sie zudem knapp gewordene Waren. Auf diese Garantie hin kehrten die Dorfbewohner am 11. Juli ins Dorf zurück.
Als das Dorf jedoch wieder bevölkert war, umzingelten die Truppen es am Morgen des 13. Juli und begannen um 13:15 Uhr im Dorf, in dem es vor dem Krieg 650 Häuser mit mehr als 3500 Einwohnern gab, ein Massaker unter der Zivilbevölkerung, bei dem Wirtschaftsgebäude, eine Schule, und 360 Häuser niedergebrannt sowie 2887 Einwohner, darunter 1347 Kinder ermordet wurden. Unter anderem wurden Zivilisten in Häusern, Scheunen und Kirchen eingesperrt und verbrannt.
Zu dem 1943, heute als Kopyschtsche-Tragödie (Копищенської трагедії) bezeichneten Massaker existiert in Kopyschtsche ein Massengrab mit Gedenktafeln für die Getöteten sowie ein Museum, in dem die tragische Geschichte des Dorfes dargestellt wird.

### Nuklearkatastrophe von Tschernobyl
Durch die Nuklearkatastrophe von Tschernobyl wurde das Gebiet im April 1986 radioaktiv kontaminiert.